# The Hirsch Effekt
The Hirsch Effekt ist eine 2008 gegründete Band aus Hannover. Ihre Musik wird aufgrund ihres Stilmix häufig als Artcore bezeichnet.

## Geschichte
Die Musiker Nils Wittrock und Ilja Lappin lernten sich an der Hochschule für Musik, Theater und Medien Hannover kennen und gründeten 2008 mit Philipp Wende die Band. Der Bandname bezieht sich auf den von der deutschen Ärztin Rahel Hirsch entdeckten Hirsch-Effekt.
2009 produzierte und veröffentlichte The Hirsch Effekt eine selbstbetitelte Demoaufnahme mit fünf Songs. Die Band versendete sie an Fanzines, Blogs, Indie-Labels und Veranstalter in Deutschland zusammen mit handgeschriebenen Briefen. Aufmerksamkeit erzielte sie nicht zuletzt aufgrund ihrer Zusammenarbeit mit dem Kammerchor Hannover und durch orchestrale Referenzen, die mit den Konventionen von Emocore und Mathcore brachen.
Mit Holon : Hiberno erschien am 19. März 2010 auf Midsummer Records das mit Jens Siefert produzierte Debütalbum und der erste Teil der Holon-Trilogie. Nach einem Auftritt im Vorprogramm der Emopunk-Band Adolar kam es zum Kontakt mit den Betreiber des Labels Kapitän Platte, über das Anfang Februar 2011 die Vinyl-Auflage von Holon : Hiberno veröffentlicht wurde.
In Kooperation mit Ampire Records aus Frankfurt erschien im selben Jahr die Split-EP Perigæum / Apogæum mit der Hardcore-Band Caleya. Kapitän Platte brachte eine Split-Single mit der Band Adolar, auf der sich die Bands gegenseitig covern, heraus. Über Adolar entstand auch der Kontakt zum Produzententeam Tim Tautorat und Max Trieder (u. a. Turbostaat, David Hasselhoff, In Flames), mit welchen das zweite Album Holon : Anamnesis aufgenommen wurde. Es erschien 2012 bei Kapitän Platte und Midsummer Records.
Es folgte ein Auftritt im Vorprogramm von The Dillinger Escape Plan im Rahmen der Konzertserie „Visions in Concert“. Die US-amerikanische Band nahm The Hirsch Effekt daraufhin im Folgejahr mit auf ihre Tour. Darüber hinaus spielte das Trio zahlreiche eigene Konzerte und brachte eine weitere Split zusammen mit der Band Zinnschauer heraus. Auf der LP veröffentlichte die Band orchestrale Arrangements zweier Albumsongs sowie bisher unveröffentlichte Stücke. Das Stück Fixum nahm die Band mit ihrem neuen Schlagzeuger Moritz Schmidt auf, nachdem Gründungsmitglied Philipp Wende die Band 2013 verlassen hatte. Mit Schmidt tourte die Band nahtlos weiter und nahm den dritten Teil der Holon-Trilogie auf. Holon : Agnosie erschien 2015 auf Long Branch Records.
Anfang August 2017 traten The Hirsch Effekt beim Wacken Open Air auf. Mitte desselben Monats erschien das vierte Album Eskapist, das der Band unter anderem beim Fuze Magazine eine Titelgeschichte einbrachte. Das Album stieg auf Platz 21 der deutschen Albumcharts ein. Im Jahre 2018 veröffentlichte Nils Wittrock ein Buch (Wer jetzt noch umblättert ist selber schuld) über die Geschichte der Band aus seiner Sicht. Anlass war das zehnjährige Bestehen der Band und darüber hinaus wollte Nils ein Buch schreiben.
Nach dem Studioalbum Kollaps von 2020 erschien im März 2021 mit Gregær eine limitierte EP der Band. Auf ihr finden sich neben einem neuen Stück drei schon veröffentlichte Songs, die neu arrangiert und mit orchestralen Elementen versehen wurden. Die Aufnahmen mit Hannoveraner Musikern waren zuvor durch ein Crowdfunding-Projekt finanziert worden, nachdem es aufgrund der Corona-Pandemie nicht möglich war, auf Konzertreise zu gehen. 2022 veröffentlichten The Hirsch Effekt eine weitere EP mit dem Namen Solitaer. Das Besondere an dieser EP ist, dass je eines der drei neuen Lieder von einem der Bandmitglieder alleine geschrieben wurde.

## Stil und Rezeption
Die Texte der frühen Songs sind oft nur wenige Zeilen lang und überwiegend auf persönliche und emotionale Probleme beschränkt. Nach Abschluss der Holon-Trilogie fiel das Album Eskapist politisch aus, Wittrock hatte sich seit Ende 2015 verstärkt mit sozialkritischen Themen wie Faschismus, Rechtspopulismus und Terrorismus beschäftigt. Ausschlaggebend hierfür war ein Schlüsselerlebnis Wittrocks Ende 2015 nach einem Fehlalarm wegen Terrorverdachts in Hannover.
Sich selbst bezeichnete The Hirsch Effekt zu Beginn der Holon-Trilogie als „Indielectro-Post-Punk-Metal-DIY-Band“. In ihrer Musik verarbeitet die Band jedoch Einflüsse aus weitaus mehr Musikstilen. unterm-durchschnitt-Gründer Andreas Wildner beschrieb die musikalische Breite im Promoschreiben zu Holon : Agnosie folgendermaßen:

„Genres wie Hardcore, Kammermusik, Death Metal, Jazz, Electronica und Deutsch Pop werden dekonstruiert und in das eigene künstlerische Schaffen eingesogen. Das Hannoveraner Trio ist der musikalische Resonanzraum vom Schwarzen Loch.“

Eine eindeutige stilistische Einordnung der Band fällt entsprechend ihrem weitreichenden Genremix schwer, häufig wird auf die Bezeichnung Artcore zurückgegriffen. Vergleiche mit Metalbands wie Coheed and Cambria und Sleepytime Gorilla Museum sowie The Mars Volta sind nicht selten. Auch auf dem 2017 erschienenen Album Eskapist findet sich ähnlich stilgrenzenfreie Musik, jedoch sei mit Metal „das stilistische Zentrum klarer definiert“, so plattentests.de-Autor Christopher Padraig ó Murchadha.
Die Veröffentlichungen von The Hirsch Effekt riefen mitunter begeisterte Kritik hervor, so beispielsweise die Debüt-EP und das folgende Album beim Ox-Fanzine, bei den Babyblauen Seiten und eclipsed. Die Zeitschrift Visions sprach vom Debüt als „Album des Moments“, es handle sich um ein „beängstigend tolles Spiel ohne Grenzen“ einer „monströsen Band“. Holon : Anamnesis wurde im Jahr 2013 von Visions-Lesern als einziges deutschsprachiges Album unter die „20 besten Alben aller Zeiten“ gewählt. The Hirsch Effekt hätten mit ihrer Holon-Trilogie „die Grenzen dessen, was im Metal möglich ist, um ein gewaltiges Stück verschoben. Das Verhältnis von Krach und Kunst wird nie wieder dasselbe sein.“

## Bandmitglieder

The Hirsch Effekt, live auf dem Full Force 2018
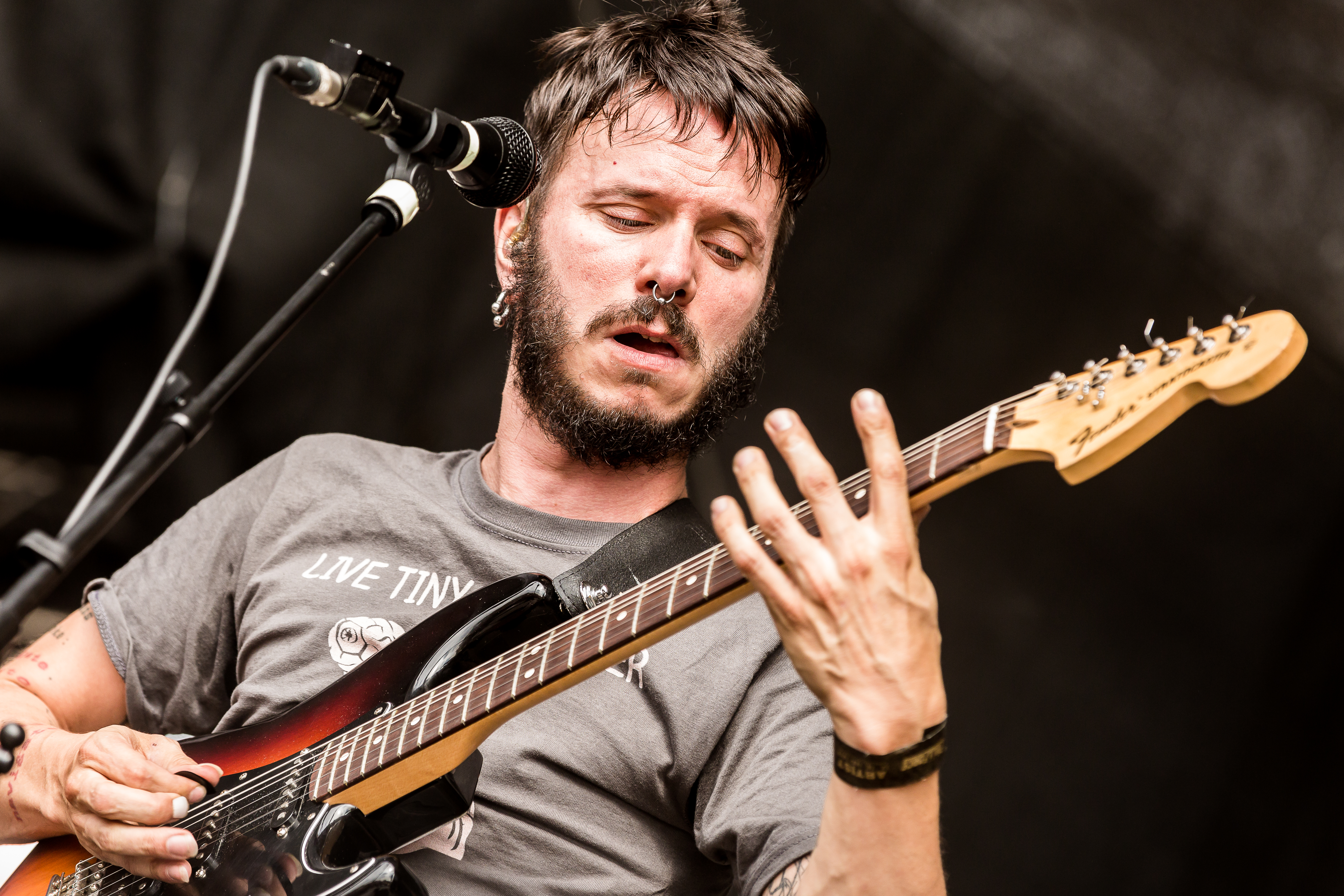
Sänger und Gitarrist Nils Wittrock
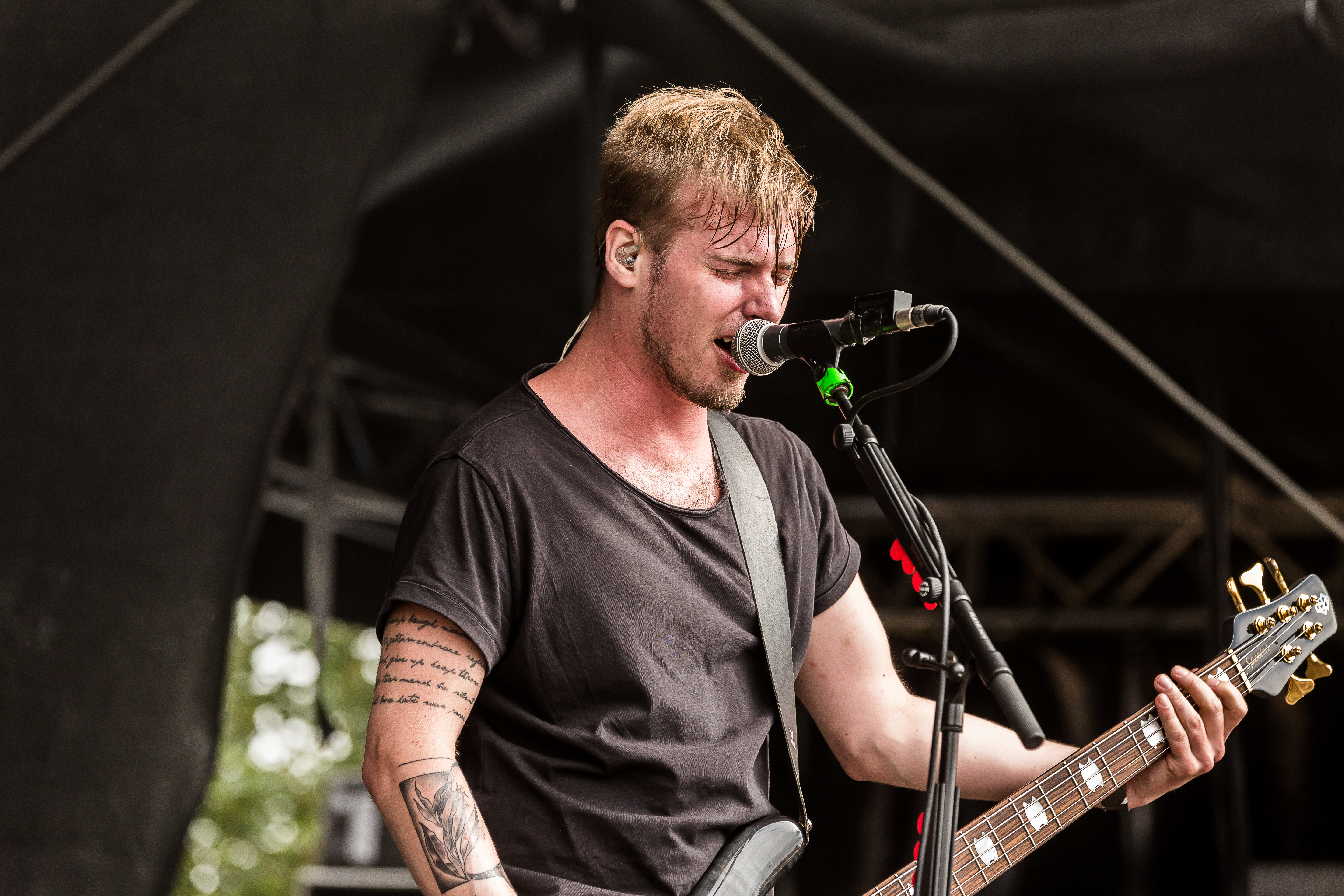
Bassist Ilja Lappin
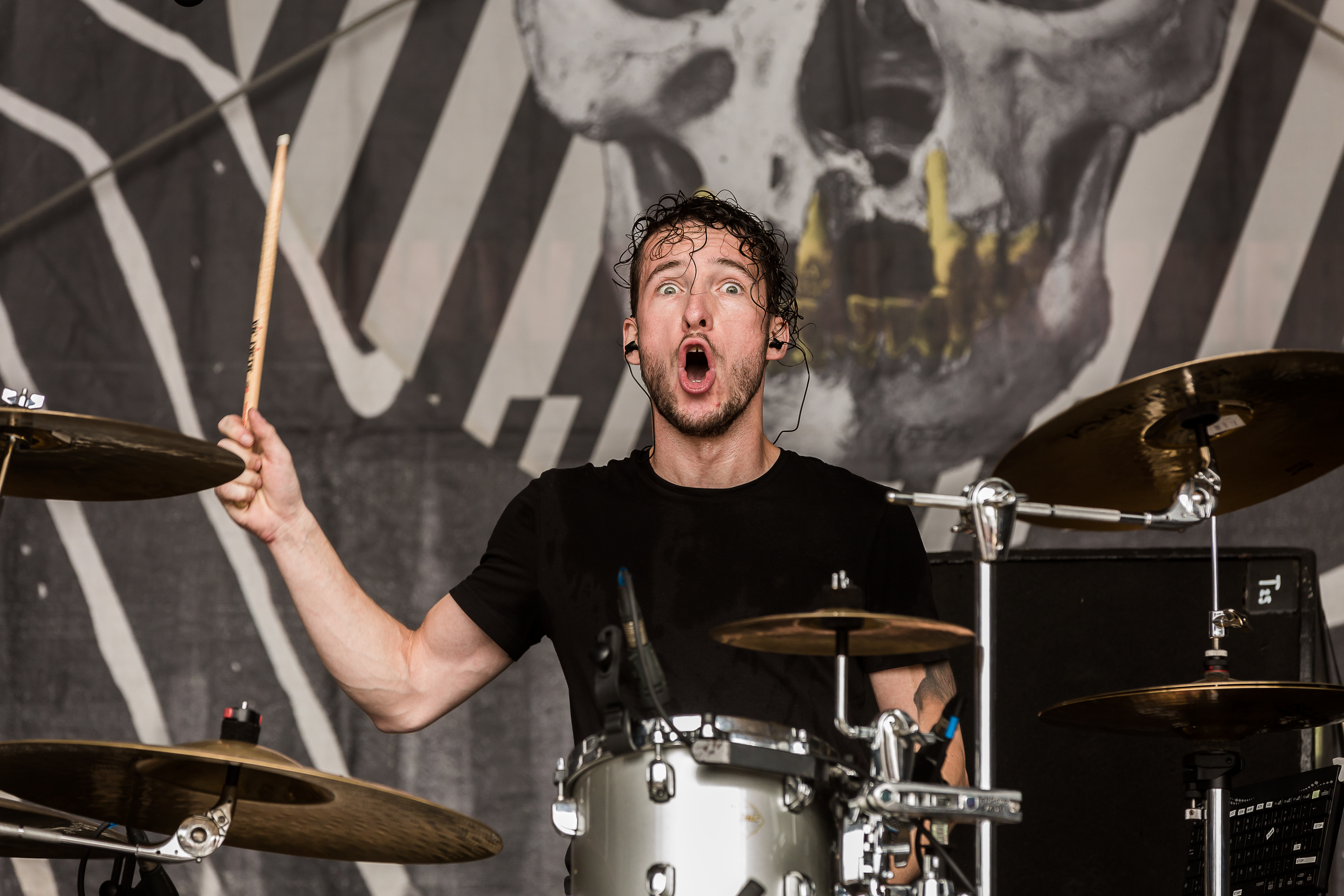
Schlagzeuger Moritz Schmidt

## Diskografie

### Studioalben
- 2010: Holon : Hiberno (Midsummer/Cargo Records)
- 2012: Holon : Anamnesis (Midsummer/Cargo Records)
- 2015: Holon : Agnosie (Long Branch Records)
- 2017: Eskapist (Long Branch Records)
- 2020: Kollaps (Long Branch Records)
- 2023: Urian (Long Branch Records/SPV)

### EPs und Split-Veröffentlichungen
- 2009: The Hirsch Effekt (EP)
- 2010: Apogæum / Perigæum (Split mit Caleya auf Midsummer/Cargo Records)
- 2012: Vituperator / Weltsehen (Split-Single mit Adolar auf Kapitän Platte)
- 2013: Fixum (Split-EP mit Zinnschauer auf Kapitän Platte, finanziert mit Hilfe von Crowdfunding)
- 2021: Gregær (EP, finanziert mit Hilfe von Crowdfunding)
- 2022: Solitaer (EP)